# Sub voce
Sub voce (plural: sub vocibus) es una locución latina que significa literalmente «bajo la voz» o «bajo la palabra». En español y otras lenguas se utiliza generalmente abreviado como s. v. o s/v para indicar que determinada información aparece como entrada en una obra de referencia que se organice de este modo, como un diccionario o una enciclopedia. A modo de ejemplo, para referirnos a una información que aparece en el artículo Arte de la Wikipedia podríamos escribir: 

Más información en Wikipedia s/v Arte

Su pronunciación habitual es sub-bóse o sub-bóze, aunque su pronunciación latina sería "sub-wó:ke" /,sub'wo:ke/.